# Trepadella

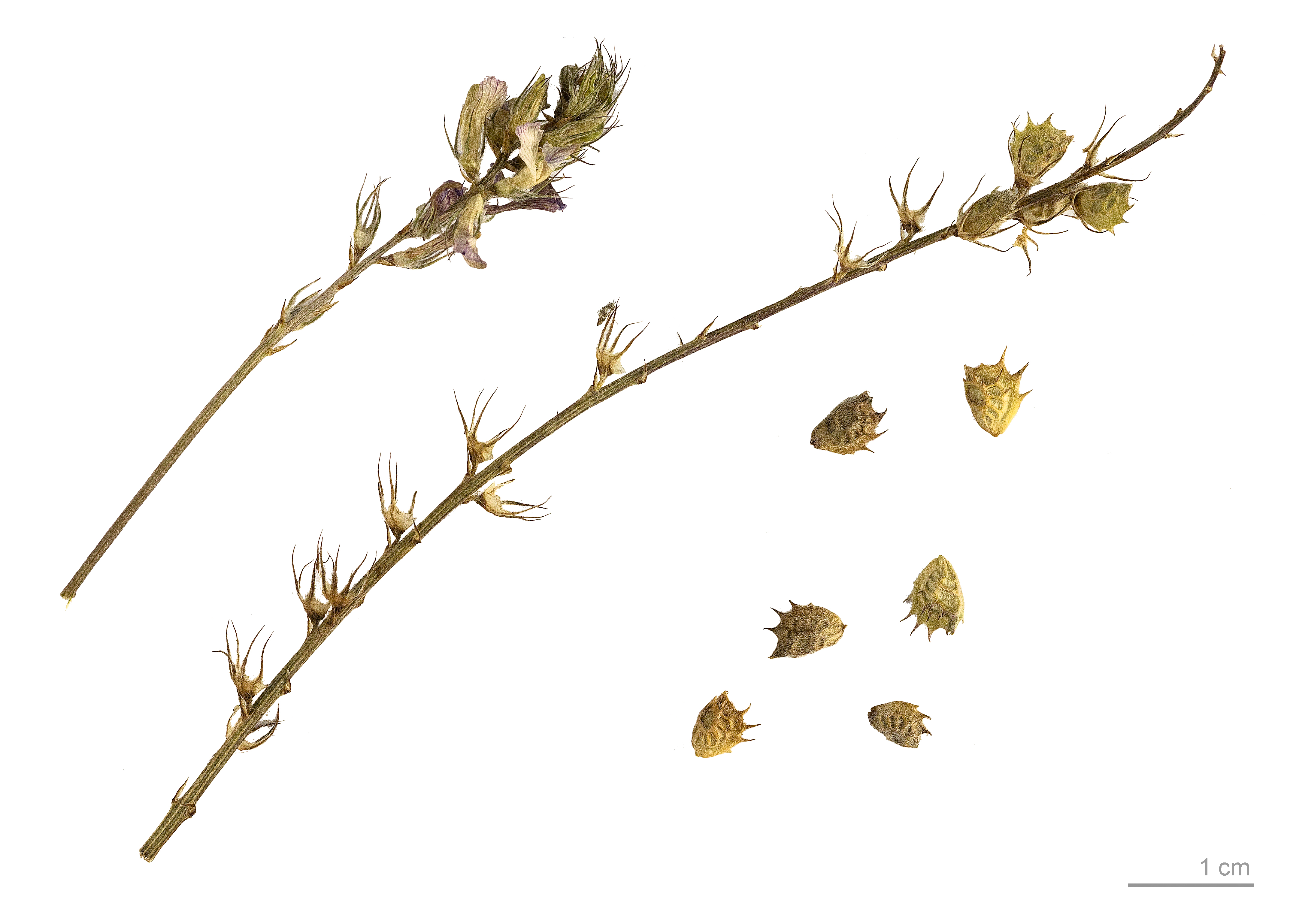
Onobrychis argentea

Les trepadelles són plantes amb flor del gènere Onobrychis, que inclou tant espècies silvestres com conreades. Són originàries d'Euràsia. El gènere Onobrychis comprèn cap a 140 espècies.

## Taxonomia
La trepadella més coneguda és Onobrychis viciifolia, denominada trepadella conreada o esparceta, que s'utilitza com a planta farratgera. Les espècies autòctones dels Països Catalans són: Onobrychis caput-galli, O. saxatilis, O. stenorrhiza, O. supina i O. argentea

### Altres espècies
- Onobrychis acaulis Bornm.
- Onobrychis aequidentata (Sm.) d'Urv.
- Onobrychis afghanica Sirj. & Rech.f.
- Onobrychis alatavica Bajtenov
- Onobrychis alba (Waldst. & Kit.) Desv.
  - Onobrychis alba ssp. calcarea (Vandas) P.W.Ball
- Onobrychis aliacmonia Rech.f.
- Onobrychis altissima Grossh.
- Onobrychis alyassinicus Parsa
- Onobrychis amoena Popov & Vved.
- Onobrychis andalanica Bornm.
- Onobrychis angustifolia Chinth. (= O. petrae sensu auct. fl. Cauc.)
- Onobrychis arenaria (Kit.) DC.
  - Onobrychis arenaria ssp. arenaria (= O. tanaitica Spreng., O. viciifolia sensu auct. fl. Ross.)
  - Onobrychis arenaria ssp. sibirica (Besser) P.W.Ball (= O. tanaitica sensu auct. non Spreng.)
  - Onobrychis arenaria ssp. tommasinii (Jord.) Asch. & Graebn.
- Onobrychis argyrea Boiss. (= O. ornata)
- Onobrychis arnacantha Boiss.
- Onobrychis atropatana Boiss. (=? O. heterophylla sensu Trautv.)
- Onobrychis aucheri Boiss.
- Onobrychis baldshuanica Sirj.
- Onobrychis bertiscea Sirj. & Rech.f.
- Onobrychis biebersteinii Sirj. (= O. sativa sensu Ledeb.)
- Onobrychis bobrovii Grossh.
- Onobrychis buhseana Boiss.
- Onobrychis bungei Boiss.
- Onobrychis cadevallii Jahand. et al.
- Onobrychis caput-galli (L.) Lam. Cock's Head
- Onobrychis chorassanica Boiss. (= O. circinnata sensu auct. fl. As. Med. non Ledeb., O. radiata sensu auct. fl. As. Med., O. vaginalis sensu auct. fl. As. Med.)
- Onobrychis conferta (Desf.) Desv.
  - Onobrychis conferta ssp. hispanica (Sirj.) Guitt. & Kerguelen
- Onobrychis cornuta (L.) Desv.
- Onobrychis crista-galli (L.) Lam.
- Onobrychis cyri Grossh. (=? O. viciaefolia sensu Trautv.)
- Onobrychis daghestanica Grossh.
- Onobrychis darwasicaa Vassilcz.
- Onobrychis dealbata Stocks
- Onobrychis degenii Dorfl.
- Onobrychis depauperata Boiss.
- Onobrychis dielsii (Sirj.) Vassilcz.
- Onobrychis ebenoides Boiss. & Spruner
- Onobrychis echidna Lipsky
- Onobrychis elymaitiaca Boiss. & Hausskn.
- Onobrychis eubrychidea Boiss.
- Onobrychis fallax Freyn & Sint.
- Onobrychis ferganica (Sirj.) Grossh.
- Onobrychis freitagii Rech.f.
- Onobrychis galegifolia Boiss.
- Onobrychis gaubae Bornm.
- Onobrychis gontscharovii Vassilcz. (= O. lipskyi sensu auct. non Korovin)
- Onobrychis gracilis Besser (= O. longeaculeata (Pacz.) Wissjul., O. petrae sensu Besser)
- Onobrychis grandis Lipsky
- Onobrychis grossheimii B.Fedtsch.
- Onobrychis gypsicola Rech.f.
- Onobrychis hajastana Grossh.
- Onobrychis hamata Vassilcz.
- Onobrychis haussknechtii Boiss.
- Onobrychis heliocarpa Boiss.
- Onobrychis heterophylla C.A.Mey.
- Onobrychis hohenackerana C.A.Mey.
- Onobrychis humilis (Loefl.) G.López
  - Onobrychis humilis ssp. humilis
  - Onobrychis humilis ssp. matritensis (Boiss. & Reut.) Greuter & Burdet (= O. longeaculeata (Boiss.) Pau)
- Onobrychis hypargyrea Boiss.
- Onobrychis iberica Grossh.
- Onobrychis inermis Steven
- Onobrychis iranica Bornm.
- Onobrychis iranshahrii Rech.f.
- Onobrychis jailae Czernova
- Onobrychis kabylica (Bornm.) Sirj.
- Onobrychis kachetica Boiss. & Buhse
- Onobrychis kemulariae Chinth. (= O. biebersteinii sensu auct. fl. Cauc.)
- Onobrychis kermanensis (Sirj. & Rech.f.) Rech.f.
- Onobrychis kluchorica Chinth.
- Onobrychis komarovii Grossh.
- Onobrychis kotschyana Fenzl
- Onobrychis lahidjanicus Parsa
- Onobrychis laxiflora Baker (=? O. schugnanica)
- Onobrychis longipes Bunge
- Onobrychis lunata Boiss.
- Onobrychis luristanica Rech.f.
- Onobrychis macrorrhiza Rech.f.
- Onobrychis major (Boiss.) Hand.-Mazz.
- Onobrychis majorovii Grossh.
- Onobrychis mazanderanica Rech.f.
- Onobrychis megalobotrys Aitch. & Hemsl. (= O. vaginalis sensu auct. non C.A.Mey. non fl. As. Med.)
- Onobrychis megaloptera Kovalevsk. (=? O. chorassanica sensu Nikitina)
- Onobrychis megataphros Boiss.
- Onobrychis melanotricha Boiss. (=? O. belangeri, =? O. linearis)
- Onobrychis mermuelleri Podlech & Rech.f.
- Onobrychis meschetica Grossh.
- Onobrychis michauxii DC.
- Onobrychis micrantha Schrenk
- Onobrychis microptera Baker
- Onobrychis montana DC.
- Onobrychis nemecii Sirj.
- Onobrychis nikitinii Orazm.
- Onobrychis novopokrovskii Vassilcz.
- Onobrychis nummularia Boiss.
- Onobrychis oxyodonta Boiss.
- Onobrychis oxyptera Boiss.
- Onobrychis oxytropoides Bunge
- Onobrychis pallasii (Willd.) M. Bieb.
- Onobrychis pallida Boiss. & Kotschy
- Onobrychis persica Sirj. & Rech.f.
- Onobrychis petraea (Willd.) Fisch.
- Onobrychis pindicola Hausskn.
- Onobrychis plantago Bornm.
- Onobrychis poikilantha Rech.f.
- Onobrychis psoraleifolia Boiss.
- Onobrychis ptolemaica (Delile) DC.
- Onobrychis ptychophylla Sirj. & Rech.f.
- Onobrychis pulchella Schrenk
- Onobrychis pyrenaica (Sennen) Sirj.
- Onobrychis radiata (Desf.) M.Bieb. (= O. circinata Ledeb.
- Onobrychis rechingerorum Wendelbo
- Onobrychis reuteri Leresche
- Onobrychis ruprechtii Grossh.
- Onobrychis samanganica Rech.f.
- Onobrychis saravschanica B.Fedtsch. (= O. amoena sensu auct. non Popov & Vved., O. baldshuanica sensu auct. non Sirj., O. baldzuanica Sirj., O. circinata sensu auct. non Ledeb. non fl. As. Med.)
- Onobrychis sauzakensis Sirj. & Rech.f.
- Onobrychis saxatilis (L.) Lam.
- Onobrychis schahuensis Bornm.
- Onobrychis schuschajensis O.D.Agajeva
- Onobrychis scrobiculata Boiss.
- Onobrychis sennenii Sirj.
- Onobrychis shahpurensis Rech.f.
- Onobrychis sintenisii Bornm.
- Onobrychis sirdjanicus Parsa
- Onobrychis sojakii Rech.f.
- Onobrychis sphaciotica Greuter
- Onobrychis spinosissima Baker
- Onobrychis splendida Rech.f. & Podlech
- Onobrychis stenorhiza DC.
- Onobrychis stewartii Baker
- Onobrychis subacaulis Boiss.
- Onobrychis subnitens Bornm.
- Onobrychis supina (Vill.) DC.
- Onobrychis susiana Nabelek
- Onobrychis szovitsii Boiss.
- Onobrychis talagonica Rech.f.
- Onobrychis tavernieraefolia Boiss.
- Onobrychis tesquicola Krytzka
- Onobrychis tournefortii (Willd.) Desv.
- Onobrychis transcaspica V.V.Nikitin
- Onobrychis transcaucasica Grossh.
- Onobrychis vaginalis C.A.Mey.
- Onobrychis vassilczenkoi Grossh.
- Onobrychis verae Sirj. (= O. lipskyi Korovin)
- Onobrychis viciifolia Scop. (= O. sativa Lam.)
- Onobrychis wettsteinii Nabelek